# George Waring Stebbins
George Waring Stebbins (* 16. Juni 1869 in Albion/New York; † 21. Februar 1930 in New York City) war ein US-amerikanischer Organist und Komponist.
Der Sohn des Kirchenmusikers und Komponisten George Cole Stebbins studierte in New York bei Huntington Woodman und in Paris bei Alexandre Guilmant. Er wirkte ab 1893 als Organist in Brooklyn u. a. an der Emmanuel Baptist Church und an der Plymouth Church. Neben Orgelwerken komponierte er auch eine Anzahl von Choralsätzen.

## Orgelwerke
- Andante in C, 1896
- Cantilena, 1902
- Allegro Moderato, 1903
- Two compositions (Wedding song/Scherzando), 1907
- A memory, 1911
- Spring Song
- Song of Joy, 1914
- Berceuse, 1914
- Polonaise in c-minor, 1926
- A summer fantasy, 1928